# Trempolino (cheval)
Tremplino (1984-2018) est un cheval de course pur-sang anglais, vainqueur du Prix de l'Arc de Triomphe 1987.

## Carrière de courses
Né à Marystead Farm, le haras américain de son propriétaire Paul de Moussac, Trempolino a quelques mois quand il débarque en France. Il est confié à André Fabre à Chantilly et débute par une brillante victoire à 2 ans lors du meeting aoûtien de Deauville (face à Le Glorieux, futur triple vainqueur de groupe 1), mais peine à confirmer tant dans le Prix La Rochette que dans le Critérium de Maisons-Laffitte en fin d'année. Pourtant, lors de sa rentrée en avril à Longchamp dans une Listed, il se pose en candidat aux classiques du printemps. Deuxième du Prix Lupin, il obtient le même classement dans le Prix du Jockey-Club, échouant d'une tête face à Groom Dancer. Sa régularité n'est toutefois pas récompensée, puisqu'il doit se contenter du podium dans le Grand Prix de Paris puis dans le Prix Guillaume d'Ornano, mais à chaque fois à distance des vainqueurs. 
On ne voit alors pas en Trempolino un futur vainqueur du Prix de l'Arc de Triomphe. Mais sa victoire dans le Prix Niel, une préparatoire toujours prisée, rebat les cartes. Pour autant, il ne compte pas parmi les favoris d'une édition relevée où figurent l'Italien Tony Bin, la grande Triptych, l'excellent Derby-winner Reference Point ou encore Mtoto, qui a devancé les deux derniers cités dans les Eclipse Stakes. Tous devront subir le rythme imposé par Trempolino, qui prend tout le monde de vitesse et s'impose nettement devant Tony Bin (qui décrochera le graal l'année suivante), Triptych et Mtoto,  pulvérisant au passage le record de l'épreuve détenu par le champion Dancing Brave. Un record qui tiendra dix ans jusqu'à Peintre Célèbre. L'énergie dépensée pour cette victoire lui en coûtera peut-être une autre dans la Breeders' Cup Turf, où il s'incline d'une demi-longueur face à l'Irlandais Theatrical, devenu quasiment imbattable sur le turf américain. Ce sera la dernière course de Trempolino, dont la saisissante victoire dans le Prix de l'Arc de Triomphe lui vaut un excellent rating de la part de Timeform, 135.

### Résumé de carrière
| Date         | Hippodrome       | Pays        | Course                        | Statut      | Distance    | jockey      | Place       | Écart       | Vainqueur ou deuxième |
| 1986, 2 ans  | 1986, 2 ans      | 1986, 2 ans | 1986, 2 ans                   | 1986, 2 ans | 1986, 2 ans | 1986, 2 ans | 1986, 2 ans | 1986, 2 ans | 1986, 2 ans           |
| ------------ | ---------------- | ----------- | ----------------------------- | ----------- | ----------- | ----------- | ----------- | ----------- | --------------------- |
| 25 août      | Deauville        | France      | Prix de Caen                  | Maiden      | 1 600 m     | D. Regnard  | 1er / 12    | 4           | Le Glorieux           |
| 14 septembre | Longchamp        | France      | Prix La Rochette              | Gr. 3       | 1 600 m     | C. Asmussen | 4e / 7      | 3 ½         | Grand Chelem          |
| 31 octobre   | Maisons-Laffitte | France      | Critérium de Maisons-Laffitte | Gr. 2       | 1 400 m     | D. Regnard  | 3e / 8      | 1 ¾         | Grecian Urn           |
| 1987, 3 ans  |                  |             |                               |             |             |             |             |             |                       |
| 12 avril     | Longchamp        | France      | Prix de Courcelles            | Listed      | 1 800 m     | Pat Eddery  | 1er / 9     | 1 ½         | Député                |
| 17 mai       | Longchamp        | France      | Prix Lupin                    | Gr. 1       | 2 400 m     | Pat Eddery  | 2e / 7      | 1 ½         | Groom Dancer          |
| 7 juin       | Chantilly        | France      | Prix du Jockey-Club           | Gr. 1       | 2 400 m     | Pat Eddery  | 2e / 17     | tête        | Natroun               |
| 28 juin      | Longchamp        | France      | Grand Prix de Paris           | Gr. 1       | 2 000 m     | Pat Eddery  | 3e / 9      | 4           | Risk Me               |
| 15 août      | Deauville        | France      | Prix Guillaume d'Ornano       | Gr. 2       | 2 000 m     | Pat Eddery  | 3e / 7      | 4           | Broken Hearted        |
| 13 septembre | Longchamp        | France      | Prix Niel                     | Gr. 2       | 2 400 m     | Pat Eddery  | 1er / 6     | 3/4         | Video Rock            |
| 4 octobre    | Longchamp        | France      | Prix de l'Arc de Triomphe     | Gr. 1       | 2 400 m     | Pat Eddery  | 1er / 11    | 2           | Tony Bin              |
| 2 novembre   | Hollywood Park   | États-Unis  | Breeders' Cup Turf            | Gr. 1       | 2 400 m     | Pat Eddery  | 2e / 14     | 1/2         | Theatrical            |

## Au haras
Trempolino est installé à Gainesway Farm dans le Kentucky, mais ne parvient pas à percer. Il faisait la monte à $ 15 000 la saillie lorsqu'il est rapatrié en France en 2000 pour faire la monte au Haras du Mézeray, le haras de Paul de Moussac, où il est proposé à 80 000 F. Il a mieux réussi en Europe, donnant par exemple Dernier Empereur (Champion Stakes), Valixir (Prix d'Ispahan), Juvenia (Prix Marcel Boussac), ou encore Germany (Bayerisches Zuchtrennen & Grosser Preis von Baden. Il s'est aussi signalé comme père de mère, devant à ses filles Action This Day (Breeders' Cup Juvenile, 2 ans de l'année aux États-Unis en 2003), Blue Canari (Prix du Jockey Club) ou encore Round Pond (Breeders' Cup Distaff). 
Retiré de la monte en 2012 (il faisait alors la monte à 80 000 €), Trempolino s'éteint en 2018, à l'âge canonique de 34 ans.  

## Origines
Trempolino est un fils de Sharpen Up, qui s'imposa à 2 ans dans les Middle Park Stakes mais surtout devint un étalon remarquable et très influent, notamment via trois de ses fils eux-mêmes grands reproducteurs, Kris, Selkirk et Diesis, et via le fils d'une de ses filles, Danehill Dancer. Il est également le père de la championne Pebbles. 
La mère, Trephine, a montré de la qualité en se classant troisième du Prix Corrida. Elle est la sœur du bon Trepan, vainqueur du Prix Dollar, du Prix Quincey (Gr.3) et de La Coupe de Maisons-Laffitte (Gr.3), et troisième du Prix Jacques Le Marois. 

### Pedigree
| Origines de Trempolino (USA), mâle alezan né en 1984 | Origines de Trempolino (USA), mâle alezan né en 1984 | Origines de Trempolino (USA), mâle alezan né en 1984 | Origines de Trempolino (USA), mâle alezan né en 1984 |
| ---------------------------------------------------- | ---------------------------------------------------- | ---------------------------------------------------- | ---------------------------------------------------- |
| Père Sharpen Up 1969                                 | Atan 1961                                            | Native Dancer                                        | Polynesian                                           |
| Père Sharpen Up 1969                                 | Atan 1961                                            | Native Dancer                                        | Geisha                                               |
| Père Sharpen Up 1969                                 | Atan 1961                                            | Mixed Marriage                                       | Tudor Minstrel                                       |
| Père Sharpen Up 1969                                 | Atan 1961                                            | Mixed Marriage                                       | Persian Maid                                         |
| Père Sharpen Up 1969                                 | Rocchetta 1961                                       | Rockefella                                           | Hyperion                                             |
| Père Sharpen Up 1969                                 | Rocchetta 1961                                       | Rockefella                                           | Rockfel                                              |
| Père Sharpen Up 1969                                 | Rocchetta 1961                                       | Chambiges                                            | Majano                                               |
| Père Sharpen Up 1969                                 | Rocchetta 1961                                       | Chambiges                                            | Chanterelle                                          |
| Mère Trephine 1977                                   | Viceregal 1966                                       | Northern Dancer                                      | Nearctic                                             |
| Mère Trephine 1977                                   | Viceregal 1966                                       | Northern Dancer                                      | Natalma                                              |
| Mère Trephine 1977                                   | Viceregal 1966                                       | Victoria Regina                                      | Menetrier                                            |
| Mère Trephine 1977                                   | Viceregal 1966                                       | Victoria Regina                                      | Victoriana                                           |
| Mère Trephine 1977                                   | Quiriquina 1966                                      | Molvedo                                              | Ribot                                                |
| Mère Trephine 1977                                   | Quiriquina 1966                                      | Molvedo                                              | Maggiolina                                           |
| Mère Trephine 1977                                   | Quiriquina 1966                                      | La Chaussée                                          | Tyrone                                               |
| Mère Trephine 1977                                   | Quiriquina 1966                                      | La Chaussée                                          | Flying Colors (famille 26)                           |